# La Prohibida
La Prohibida antes "La Perdida" , nome artístico de Amapola López (Cádis, 1971) cantora travesti espanhola de música eletrônica e pop. 
De mãe de Valencia e pai basco, con 16 anos abandona a casa dos pais e trabalha e estuda em várias cidades como Barcelona, Londres, Rio de Janeiro, Roma. Começa como cantor em 1996, com seu ex-namorado, o artista Luis Miguélez.

## Filmografia
- "Manuela, El Cinto" (cortometraje de R. Robles Rafatal, 2001),

## Discografia
- 2001:Alto Standing
- 2005:Flash
- 2009:Sr. Kubrick, ¿qué haría usted?